# Walter George (Politiker)
Walter George (* 1929 in Gudensberg; † 28. Dezember 1996 in Dana, Iowa, USA) war ein deutschstämmiger US-amerikanischer republikanischer Politiker, Richter, Politikwissenschaftler, Germanist, Geisteswissenschaftler und Hochschullehrer.

## Leben
Walter George studierte an den Universitäten Mainz, Heidelberg und Marburg (Lahn) Politikwissenschaften. Als Austauschstudent kam er 1954 erstmals in die Vereinigten Staaten von Amerika. Er beendete seine Studien mit einem Masterabschluss in Politikwissenschaften an der University of Nebraska-Lincoln. 1955 heiratete er in den USA. Von 1955 bis 1957 war George Lehrer am Luther College in Wahoo, Nebraska. Von 1957 bis 1960 lehrte George an der Universität Heidelberg Politikwissenschaften. 1960 siedelte wieder in die USA um und lehrte an der University of North Carolina at Chapel Hill Politikwissenschaften sowie zugleich Germanistik am St. Mary's Junior College in Raleigh.
1966 zog er nach Blair, Nebraska, um. Er lehrte Germanistik, Politikwissenschaften und Geisteswissenschaften am dortigen Dana College. Ab 1970 arbeitete er zudem als Richter am Gericht in Blair. Von 1974 bis 1978 war er Abgeordneter im Parlament von Nebraska. Während dieser Zeit wurde er Vorstand des Stadtbauausschusses. 1978 wurde George wiedergewählt. 1980 siedelte er nach Deutschland über. Er wurde Direktor der European Office of the Great Plains Regional Commission in Frankfurt am Main. 1987 kehrte er erneut in die Vereinigten Staaten von Amerika zurück und war bis 1988 Vertreter des Saarlandes in Atlanta.
Er starb im Alter von 67 Jahren in Dana.
George war verheiratet und hatte zwei Kinder.